# Villa Petto
Villa Petto, también conocido como Castel Petto, es una localidad italiana, frazione (trad.: "pedanía") de Colledara, municipio situado en el territorio de la Provincia de Teramo, en la región de Abruzos. Se encuentra a 450 metros del nivel del mar, en las laderas del monte Cicembro. Dista 20 km de Teramo, capital de provincia.

## Historia

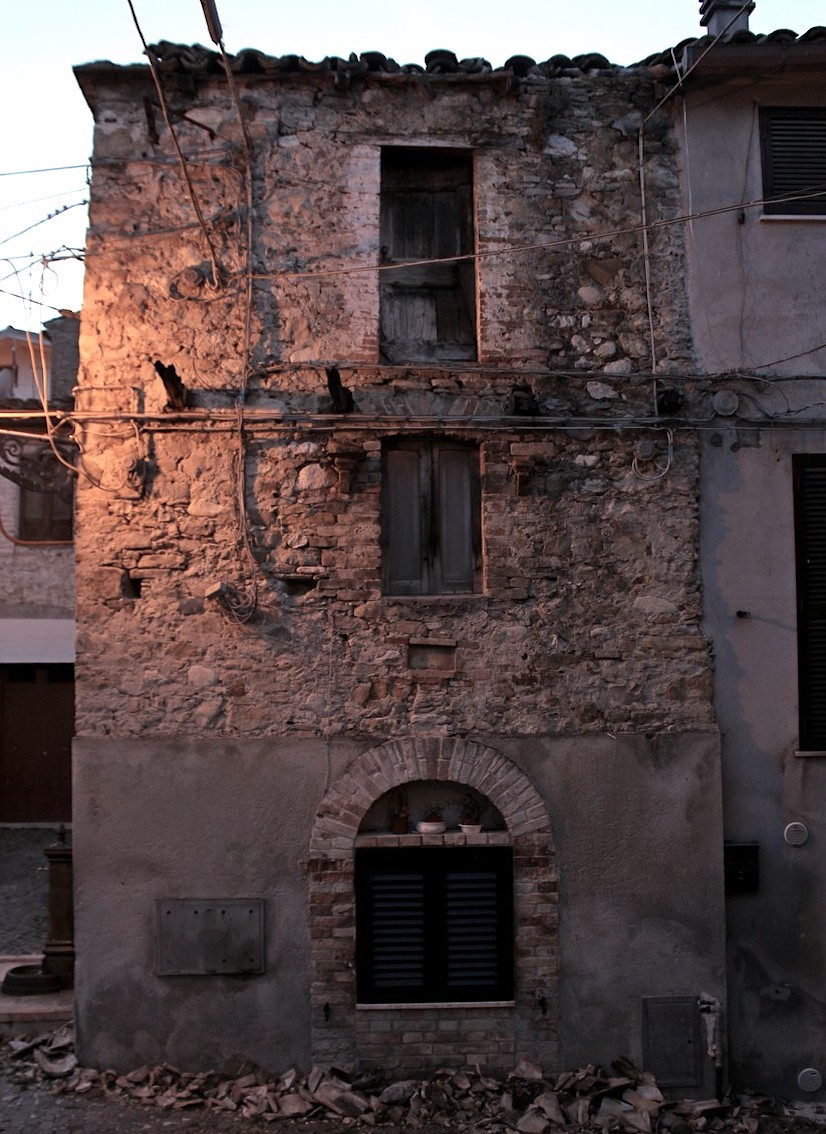

Castel Petto no parece haber sido mencionado antes del período suabo (finales del siglo XIII). En la era angevina formó parte del área del “Valle Siciliana” (de Abruzos), ya bajo la familia Orsini desde el siglo XIV. En 1526 el dominio del área pasó de los Orsini a los Alarcón-Mendoza. A finales del siglo XVIII, hasta el 1807, constituye una Universitas autónoma sin villas. Después de un breve período bajo la jurisdicción de Tossiccia, en 1811 se convierte definitivamente en una pedanía de Colledara. Entre el 1338 y finales del siglo XIX fue feudo de las familias Isca, Sterlich, Torres y Scorpioni.
Incluso de manera compartida, desde principios del siglo XIX hasta la abolición del feudalismo en el Reino de Nápoles del 1806, las familias Sterlich, Torres y Scorpioni (antes mencionadas), los Castiglioni, Coletti y la familia Scaricamazza fueron los titulares de la baronía de Castel Petto. Con la unificación de Italia, el pueblo fue testigo de las revueltas de los bandoleros borbónicos, los briganti, que estallaron contra el nuevo reino de Casa de Saboya.
El Viernes Santo, Villa Petto acoge una singular procesión del Cristo muerto en la que predomina la presencia de la mujer: con voz tensa cantan el doloroso drama de la Pasión y con posturas firmes transmiten y encarnan ante toda la comunidad el dolor de las mujeres que acompañaron a Cristo en su camino al Calvario.
El pueblo, también debido a los terremotos que han afectado la región, está sufriendo un paulatino y continuo despoblamiento.

## Arquitectura
El elemento arquitectónico más importante de su casco antiguo es la Iglesia de Santa Lucía. El lugar de culto fue construido sobre los restos de las murallas del castillo que dominaba el pueblo. Probablemente fue fundado durante los siglos XIV-XV. Las ruinas de la iglesia del San Salvador, del siglo XIV, muy cercana a la iglesia de Santa Lucía, todavía son reconocibles.
Las pequeñas casas adosadas caracterizan la Villa Petto; los grandes palacios nobles, que a menudo identifican los pueblos cercanos, parecen estar ausentes. 